# Santo André (São Paulo)
Santo André ist eine Stadt im brasilianischen Bundesstaat São Paulo, etwa 18 km von São-Paulo-Stadt entfernt. Im Jahr 2010 lebten in Santo André 654.354 Menschen auf 175 km². Santo André gehört zur ABC Paulista, dem Industrierevier im Südosten von São Paulo.

## Geographie

### Distrikte
- Distrito de Santo André, Sede oder Sitz des Munizips
- Distrito de Paranapiacaba
- Distrito de Utinga
- Distrito de Capuava

## Geschichte
Die Gemeinde wurde 1938 durch Landesgesetz gegründet.

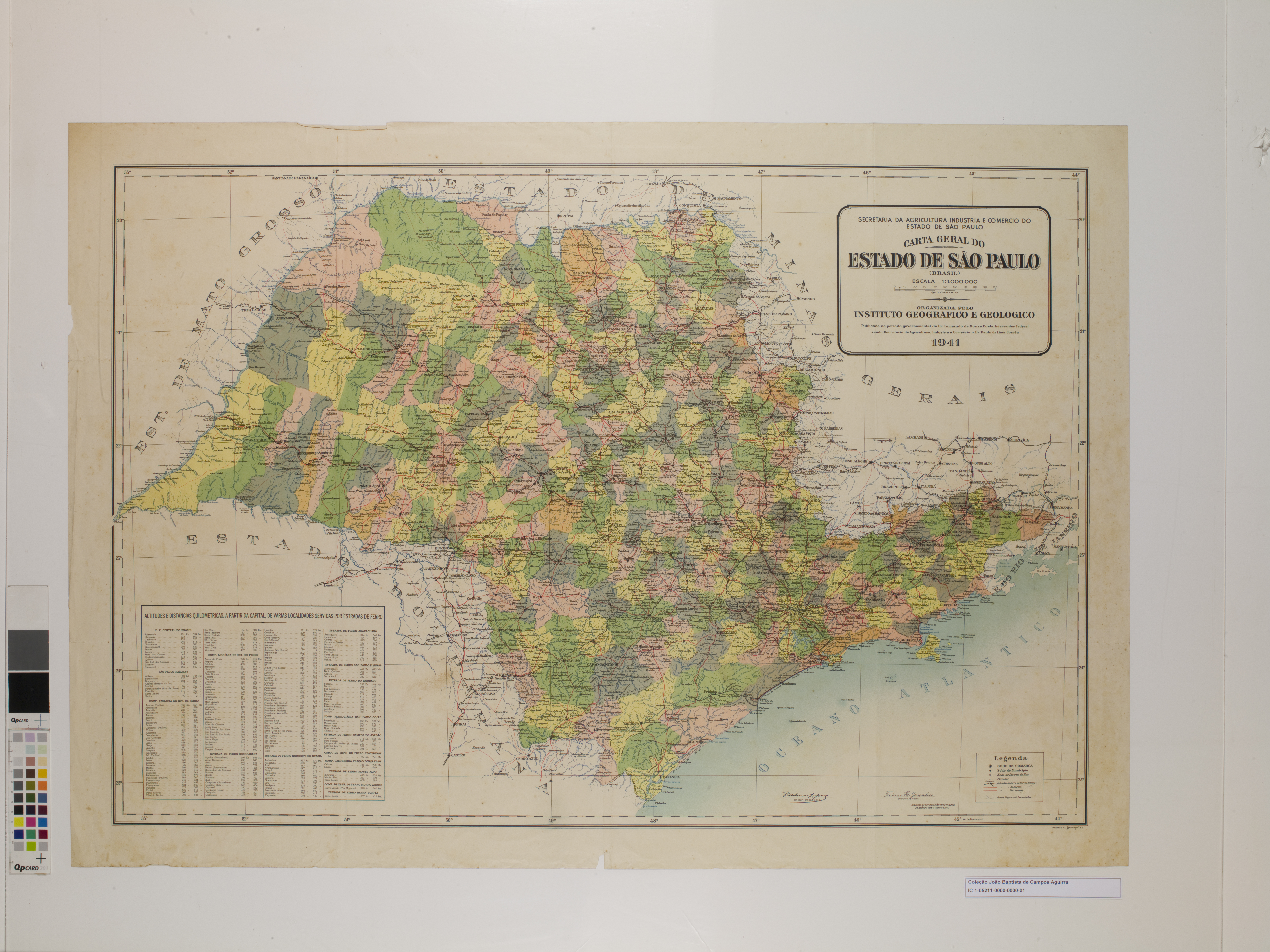
Karte des Bundesstaates São Paulo (1938).

## Sport
Der lokale Fußballverein EC Santo André spielt 2010 in der Série B, der zweithöchsten Spielklasse Brasiliens. 2004 gewann er überraschend den Pokal von Brasilien.

## Städtepartnerschaften
- Battle Creek
- Braga
- Chengde
- Plzeň
- Sesto San Giovanni
- Takasaki

## Söhne und Töchter der Stadt
- Luis Sacilotto (1924–2003), Maler und Bildhauer
- Jair da Costa (1940–2025), Fußballspieler
- Antônio Augusto Dias Duarte (* 1948), römisch-katholischer Geistlicher, Weihbischof in Rio de Janeiro
- Edson Cordeiro (* 1967), Sänger und Countertenor
- Carlos Kawai (* 1969), Tischtennisspieler
- Sandro Dias (* 1975), Skateboarder
- Rodrigo Fabri (* 1976), Fußballspieler
- Leandro Ricardo Vieira (* 1979), Fußballspieler
- Cacau (Jeronimo Barreto) (* 1981), ehemaliger Fußballspieler (unter anderem VfB Stuttgart und Spieler der deutschen Fußballnationalmannschaft)
- Douglas Freitas Cardozo Rodrigues (* 1982), brasilianisch-portugiesischer Fußballtrainer und -spieler
- Daniele Hypólito (* 1984), Kunstturnerin
- Diego Hypólito (* 1986), Kunstturner
- Ricardinho (* 1989), Fußballspieler
- Lucas Carvalho (* 1993), Sprinter
- Samuel Lino (* 1999), Fußballspieler
- Lucas Fasson (* 2001), Fußballspieler
- Gustavo Mantuan (* 2001), Fußballspieler